# Хвощовка (Полтавская область)
Хвощовка (укр. Хвощівка) — село,
Петракеевский сельский совет,
Хорольский район,
Полтавская область,
Украина.
Код КОАТУУ — 5324884407. Население по переписи 2001 года составляло 530 человек.

## Географическое положение
Село Хвощовка находится на правом берегу реки Хорол,
выше по течению на расстоянии в 3,5 км расположен город Хорол,
ниже по течению на расстоянии в 4,5 км расположено село Еньки,
на противоположном берегу — село Костюки.
На расстоянии в 1 км расположено село Петракеевка.
Река в этом месте извилистая, образует лиманы, старицы и заболоченные озёра.

## История
Имеется на карте 1816 года как Фошовка
Церковь Рождества Богородицы известна с 1752 года

## Объекты социальной сферы
- Дом культуры.